# ستيفن سميث (لاعب كريكت بريطاني)
ستيفن سميث (22 ديسمبر 1968 - ) (بالإنجليزية: Stephen Smyth)‏ هو لاعب كريكت بريطاني. شارك في دورة ألعاب الكومنولث 1998.